# Exit Wounds
Exit Wounds är en amerikansk actionfilm från 2001 i regi av Andrzej Bartkowiak.

## Handling
Steven Seagal spelar Orin Boyd, en hårdkokt polis som är lite för hårdför tycker ledningen i Detroits övre polisskikt. Därför skickar de honom till Detroits värsta distrikt. Där hamnar han mitt i en stor knarkhärva, som bara en misstänkt smugglare kan hjälpa honom med. Smugglaren visar sig vara en miljardär vars mål är att befria sin bror som sitter i fängelset, oskyldigt anklagad. Seagal möter även Tom Arnolds karaktär på en lär dig hantera din ilska-kurs.

## Kontrovers
Stuntmannen Chris Lamon (1965–2000) avled under produktionen av denna film. Han och en kollega skulle rulla säkert i en minibuss som färdades upp och ner längs en gata. Men Lamon slog sitt huvud olyckligt och blev omedelbart svårt skadad. Han dog sex dagar senare.

## Oväntad succé
Filmen drog in 50 miljoner dollar bara i USA och sågs som Steven Seagals stora comeback.

## Rollista i urval
- Steven Seagal - Orin Boyd
- DMX - Latrell Walker
- Isaiah Washington - George Clark
- Anthony Anderson - T.K. Johnson
- Michael Jai White - Lewis Strutt
- Bill Duke - Chief Hinges
- Tom Arnold - Henry Wayne
- Bruce McGill - Frank Daniels
- David Vadim - Matt Montini
- Eva Mendes - Trish
- Drag-on - Shaun Rollins